# Wohnanlage Genter Straße

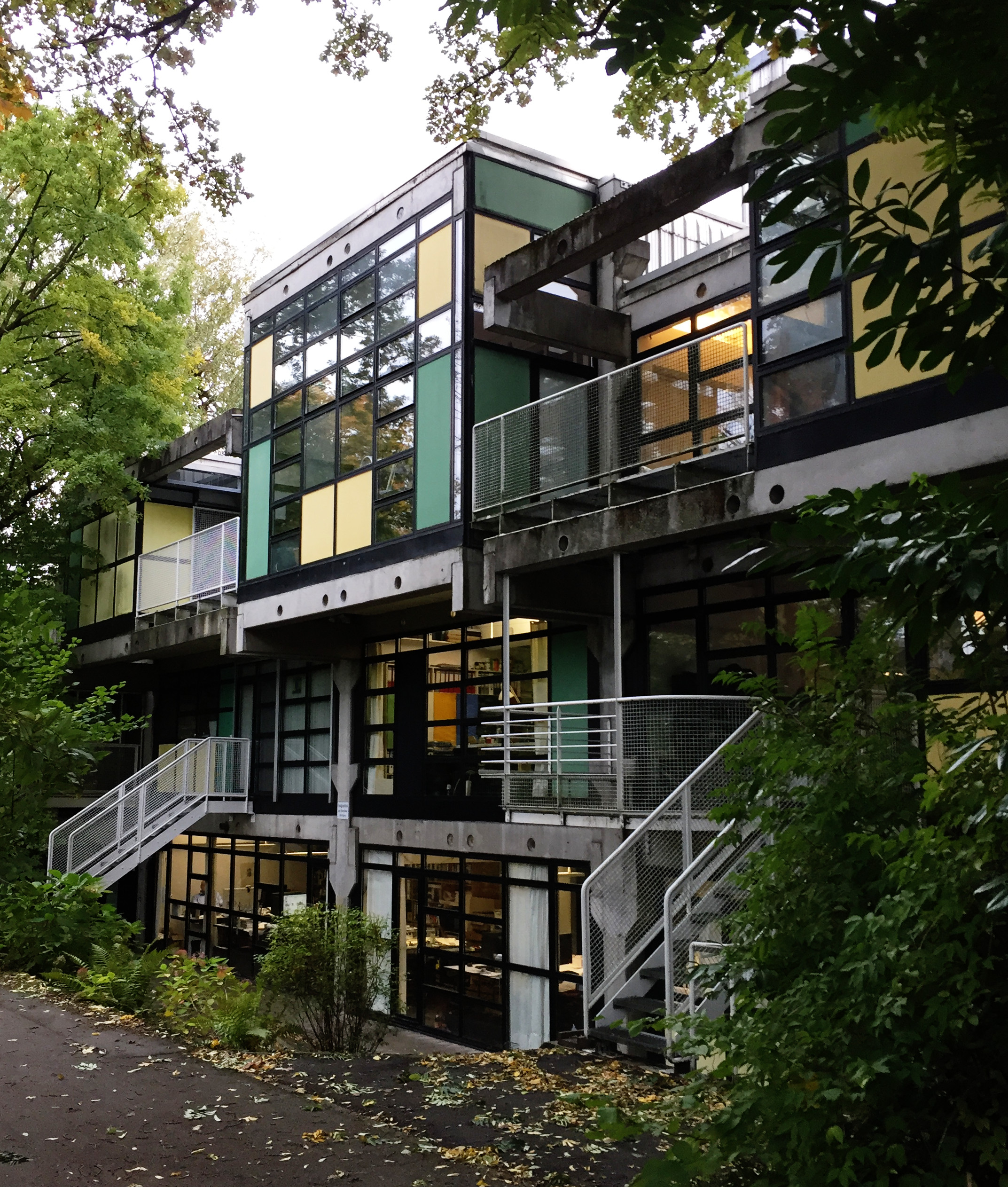
Wohnanlage Genter Straße, Blick vom Karl-Arnold-Weg

Die Wohnanlage Genter Straße in München-Schwabing wurde 1972 nach Plänen von Otto Steidle, Doris und Ralph Thut, Jens Freiberg, Gerhard Niese, Hans Rehm, Patrick Deby und Roland Sommer errichtet.

## Lage
Das Terrassenhaus befindet sich in der Genter Straße 13 in Nähe zum Englischen Garten.

## Geschichte und Architektur
Es handelt sich bei dem Bau um einen sechsteiligen Flachdachbau aus vorgefertigten Bauteilen. Durch dieses Bausystem ist die Höhe der Ebenen frei wählbar. Die Fassaden sind von Vor- und Rücksprüngen geprägt. Die Südfassade sind größtenteils mit Glasfronten und die Nordfassade mit grün und gelb gefärbten Platten versehen. Der experimentelle Bau ist von einer dicht bewachsenen Bepflanzung umgeben. Ein gemeinsam genutztes Schwimmbad im Untergeschoss wird durch ein seitliches Oberlicht belichtet.

## Heutige Nutzung
Der Großteil der Anlage wird bewohnt. Das Nachfolgerbüro von Otto Steidle, Steidle Architekten, arbeitet in den ehemaligen Räumen des Vorgängerbüros Steidle + Partner.

## Denkmal
Das Frühwerk der Architekten steht unter Denkmalschutz und ist in der Liste der Baudenkmäler in Schwabing eingetragen. 2022 erhielt die Anlage den Nike Architekturpreis des Bundes Deutscher Architekten in der Kategorie Klassik-Nike.
Seit etwa 2016 sind die Keller der Wohnanlage (und einiger weiterer Gebäude in der Nachbarschaft) von Überschwemmungen betroffen, ohne dass Maßnahmen zur Abhilfe eingeleitet wurden; darum besteht die Gefahr, dass die Bausubstanz Schaden nimmt.